# ریبرا دل فرسنو
ریبرا دل فرسنو (به اسپانیایی: Ribera del Fresno) یک شهرستان در اسپانیا است که در استان باداخس واقع شده‌است.